# Кукки, Энцо
Энцо Кукки (род. 1949) — итальянский художник. Представитель итальянского неоэкспрессионизма (наряду с Сандро Киа, англ. Миммо Паладино, Франческо Клементе) и трансавангарда.

## Биография
Энцо Кукки родился в 1949 году в Морро-д'Альба. В его ранние годы больше интересовался поэзией. С 1965 года работал реставратором во Флоренции. Частые поездки в Рим в середине семидесятых годов возродили интерес Кукки к изобразительному искусству. Он переехал в Рим, временно отказался от поэзии и посвятил себя исключительно изобразительному искусству. Здесь Кукки встретился с разными художниками, такими как Сандро Киа, Франческо Клементе, Миммо Паладино и Никола де Мария. В 1977 году прошла его первая персональная выставка.
Некоторые известные работы:
- Пустынный ландшафт (1983, Нью-Йорк, частное собрание),
- Без названия (1985; Мюнхен, Галерея Клюзера),
- Очарованный город (1986;  Мюнхен, галерея Клюзера).